# Pseudolimnophila descripta
Pseudolimnophila descripta är en tvåvingeart som beskrevs av Alexander 1928. Pseudolimnophila descripta ingår i släktet Pseudolimnophila och familjen småharkrankar.
Artens utbredningsområde är Taiwan. Inga underarter finns listade i Catalogue of Life.